# Имре Сабич
Имре Сабич (мађ. Szabics Imre) је био мађарски офанзивни фудбалер, репрезентативац. Проглашен је фудбалером године у Мађарској 2003. године.
Сабич је рођен у Сегедину, где је као младић започео каријеру у локалном клубу. Ференцварош га је затим уочио и ангажовао 1990. године, а свој професионални деби остварио је 1998. Након само једне сезоне у клубу, прешао је у аустријски Штурм из Граца. Његова добра форма резултирала је међународним позивом 2003. године, што му је отворило врата немачког ВфБ Штутгарта. Међутим, сезона 2004–05 била је разочаравајућа, с обзиром на то да је углавном био резерва, пре него што се 2005. придружио 1. ФК Келн.
Иако је у почетку био основни нападач тима, Сабић је касније имао мање успеха у клубу и напустио га је након истека уговора 2006. године. Ускоро га је ангажовао Мајнц 05, али без већег успеха. Током лета 2007. године, придружио се новопромовисаном клубу 2. Бундеслиге ФК Аугсбургу, где је провео три године. У мају 2010. године, вратио се у свој бивши клуб Штурм из Граца.

## Репрезентација
Сабич је дебитовао за мађарску репрезентацију у пријатељској утакмици против Луксембурга 30. априла 2003, постигавши два гола у победи од 5–1. Затим је учествовао у четири утакмице квалификација за Европско првенство 2004, постигавши четири гола, укључујући и победу од 3-1 над Летонијом у јуну исте године. Играо је и у пет утакмица квалификација за Светско првенство 2006, где је постигао један гол у победи од 3–2 против Исланда. Мађарска није успела да се квалификује за оба турнира, завршивши четврта у својим квалификационим групама.
После повреда Гергеља Рудолфа, Прискина и Салаија, Сабич је позван назад у репрезентацију 3. јуна 2011, после четири године. Улазећи као замена у другом полувремену, постигао је једини гол у 53. минуту утакмице. На утакмици против Шведске 2. септембра 2011, Сабич је постигао гол у последњим минутима првог полувремена, али је Шведска изједначила у другом. Гол нападача Гергелија Рудолфа донео је победу од 2–1 над Шведском у квалификацијама за Европско првенство 2012, на радост 25.000 гледалаца.

## Тренер
Пал Дардаи га је 2014. године именовао за помоћног тренера фудбалске репрезентације Мађарске. Након Дардаија, наследник Бернд Шторк заменио је Шабића са Андреасом Мелером.

## Достигнућа
Штурм Грац
- Аустријска Бундеслига: шампион 2010–11, вицешампион 2000.
- Куп Аустрије: финалиста 2002.
- Суперкуп Аустрије: финалиста 2002.

ВфБ Стуттгарт
- Лига куп: вицешампион 2005.

ФК Аугсбург
- 2. Бундеслига: Треће место 2009–10.

Индивидуално
- Мађарски фудбалер године: 2003.